# De Lethe
De Lethe (Gronings:Laite) is een buurt in de gemeente Westerwolde in het oosten van de provincie Groningen. De buurt ligt ten oosten van Bellingwolde, tussen het B.L. Tijdenskanaal en de grens met Duitsland. Het gehucht wordt tegenwoordig omgeven door een natuurgebied. Op 1 juni 2022 werd het B.L. Tijdenskanaal verbonden met de Duitse Brualersloot, waardoor een uitwisseling moet ontstaan van vissen en andere waterdieren over de grens.

## Naamgeving en geschiedenis
Het gebied is genoemd naar de waterloop Lethe, Moersloot, Hoholtsmaar of Dunebroeker Leetze (1620). De waternaam Lits of Leetse is afkomstig uit de Germaanse stam *leka of *lako. Een document uit 1391 maakt melding van de Letze off die Zyp ... gelegen tusschen die Westerlee ende de Medum. Verwant zijn de waternamen De Leest bij Zuidbroek, Oude Leesk bij Delfzijl, Leets bij Laskwerd, De Lits bij Rottevalle, Lek(e) in het Westerkwartier en Oosterleek in West-Friesland. Ook toponiemen op -elte en -lee bevatten dit bestanddeel.
De nederzetting In de Liete wordt in 1692 of 1693 door de predikant Johannes Cypriani vermeld als de woonplaats van een handvol gemeenteleden.
In de Franse tijd werden er in 1797 twee verdedigingswerken aangelegd: een redoute (een kleine veldschans) en iets noordelijker een redanvormige flèche (een open veldwerk met uitspringende hoeken). Beide schansen waren door middel van een dijk verbonden (de Soldatendijk). In de praktijk zijn deze werken voornamelijk gebruikt bij de bestrijding van smokkelarij in de grensstreek met Duitsland. Toen in 1870 bij Koninklijk Besluit de vestingen in Nederland werden opgeheven verloren ook deze verdedigingswerken hun oorspronkelijke functie. In het kader van een ruilverkavelingsproject zijn in 1984/1985 de oude verdedigingswerken weer zichtbaar gemaakt in het landschap.

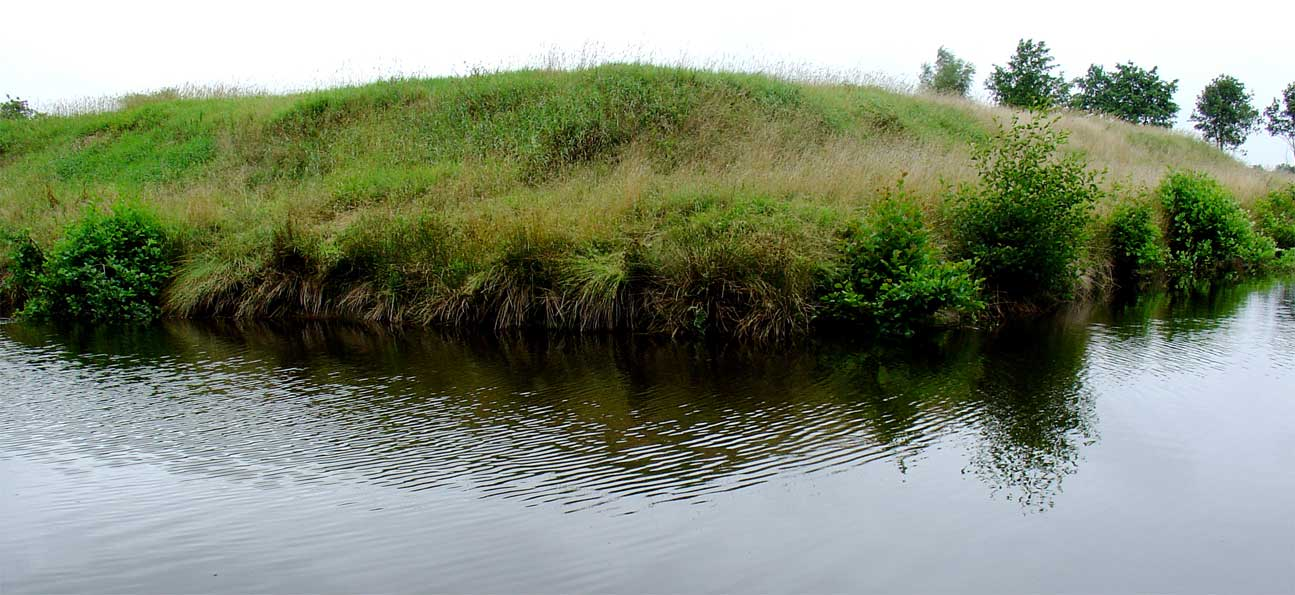
De rechthoekige redoute van de Lethe